# Torneig de les Cinc Nacions 1981
El Torneig de les cinc Nacions de 1981 fou la 52a edició en el format de cinc nacions i la 87a tenint en compte les edicions del Home Nations Championship. Deu partits es van jugar entre el 17 de gener i el 21 de març. França s'enduria el títol per vuitena vegada, a més d'aconseguir el Grand Slam, batent a la resta de contricants.

## Participants
| Nació      | Estadi           | Ciutat   | Entrenador      |
| ---------- | ---------------- | -------- | --------------- |
| Anglaterra | Twickenham       | Londres  | Mike Davies     |
| França     | Parc des Princes | París    | Jacques Fouroux |
| Irlanda    | Lansdowne Road   | Dublín   | Tom Kiernan     |
| Escòcia    | Murrayfield      | Edimburg | Jim Telfer      |
| Gal·les    | National Stadium | Cardiff  | John Lloyd      |

## Classificació
| Posició | Nació      | Partits | Partits  | Partits  | Partits | Punts   | Punts     | Punts      | Taula de punts |
| Posició | Nació      | Jugats  | Guanyats | Empatats | Perduts | A Favor | En contra | Diferència | Taula de punts |
| ------- | ---------- | ------- | -------- | -------- | ------- | ------- | --------- | ---------- | -------------- |
| 1       | França     | 4       | 4        | 0        | 0       | 70      | 49        | +21        | 8              |
| 2       | Anglaterra | 4       | 2        | 0        | 2       | 64      | 60        | +4         | 4              |
| 2       | Escòcia    | 4       | 2        | 0        | 2       | 51      | 54        | −3         | 4              |
| 2       | Gal·les    | 4       | 2        | 0        | 2       | 51      | 61        | −10        | 4              |
| 5       | Irlanda    | 4       | 0        | 0        | 4       | 36      | 48        | −12        | 0              |

## Resultats
| França                                                        | 16–9 | Escòcia                                       | 17 de gener de 1981 {{{time}}} - Parc des Princes, París Assistència: 44.448 espectadors Àrbitre: K Rowlands (Wales) |
| Assaig: Blanco Bertranne c Con: Caussade Pen: Vivies Gabernet |      | Assaig: Rutherford c Con: Renwick Pen: Irvine | 17 de gener de 1981 {{{time}}} - Parc des Princes, París Assistència: 44.448 espectadors Àrbitre: K Rowlands (Wales) |

| Gal·les                                                    | 21–19 | Anglaterra                 | 17 de gener de 1981 {{{time}}} - National Stadium, Cardiff Àrbitre: J.B. Anderson (Escòcia) |
| Assaig: Davis c Con: Fenwick Pen: Fenwick (4) Drop: Davies |       | Assaig: Hare Pen: Hare (5) | 17 de gener de 1981 {{{time}}} - National Stadium, Cardiff Àrbitre: J.B. Anderson (Escòcia) |

| Irlanda                            | 13–19 | França                                                    | 7 de febrer de 1981 {{{time}}} - Lansdowne Road, Dublín Assistència: 51.000 espectadors Àrbitre: C Norling (Gal·les) |
| Assaig: MacNeill Pen: Campbell (3) |       | Assaig: Pardo Pen: Laporte (2) Gabernet Drop: Laporte (2) | 7 de febrer de 1981 {{{time}}} - Lansdowne Road, Dublín Assistència: 51.000 espectadors Àrbitre: C Norling (Gal·les) |

| Escòcia                                          | 15–6 | Gal·les          | 7 de febrer de 1981 {{{time}}} - Murrayfield, Edimburg Àrbitre: D.I.H. Burnett (Irlanda) |
| Assaig: Tomes Irvine c Con: Renwick Pen: Renwick |      | Pen: Fenwick (2) | 7 de febrer de 1981 {{{time}}} - Murrayfield, Edimburg Àrbitre: D.I.H. Burnett (Irlanda) |

| Gal·les                     | 9–8 | Irlanda                   | 21 de febrer de 1981 {{{time}}} - National Stadium, Cardiff Àrbitre: F Palmade França |
| Pen: Evans (2) Drop: Pearce |     | Assaig: Slattery MacNeill | 21 de febrer de 1981 {{{time}}} - National Stadium, Cardiff Àrbitre: F Palmade França |

| Anglaterra                                               | 23–17 | Escòcia                                              | 21 de febrer de 1981 {{{time}}} - Twickenham, Londres Àrbitre: D.I.H. Burnett (Irlanda) |
| Assaig: Woodward c Slemen Davies Con: Hare Pen: Hare (3) |       | Assaig: Munro Munro c Calder Con: Irvine Pen: Irvine | 21 de febrer de 1981 {{{time}}} - Twickenham, Londres Àrbitre: D.I.H. Burnett (Irlanda) |

| França                                         | 19–15 | Gal·les                                      | 7 de març de 1981 {{{time}}} - Parc des Princes, París Assistència: 45.249 espectadors Àrbitre: A Welsby (Anglaterra) |
| Assaig: Gabernet Pen: Laporte (3) Gabernet (2) |       | Assaig: Richards c Con: Evans Pen: Evans (2) | 7 de març de 1981 {{{time}}} - Parc des Princes, París Assistència: 45.249 espectadors Àrbitre: A Welsby (Anglaterra) |

| Irlanda                 | 6–10 | Anglaterra                     | 7 de març de 1981 {{{time}}} - Lansdowne Road, Dublín Àrbitre: J P Bonnett (França) |
| Drop: MacNeill Campbell |      | Assaig: Rose Dodge c Con: Rose | 7 de març de 1981 {{{time}}} - Lansdowne Road, Dublín Àrbitre: J P Bonnett (França) |

| Anglaterra    | 12–16 | França                                                | 21 de març de 1981 {{{time}}} - Twickenham, Londres Assistència: 62.000 espectadors Àrbitre: A L Hosie (Escòcia) |
| Pen: Rose (4) |       | Assaig: Lacans Pardo c Con: Laporte Drop: Laporte (2) | 21 de març de 1981 {{{time}}} - Twickenham, Londres Assistència: 62.000 espectadors Àrbitre: A L Hosie (Escòcia) |

| Escòcia                                  | 10–9 | Irlanda                                   | 21 de març de 1981 {{{time}}} - Murrayfield, Edimburg Àrbitre: L M Prideaux (Anglaterra) |
| Assaig: Hay Pen: Irvine Drop: Rutherford |      | Assaig: Irwin Con: Campbell Pen: Campbell | 21 de març de 1981 {{{time}}} - Murrayfield, Edimburg Àrbitre: L M Prideaux (Anglaterra) |